# インタラクティーヴィ
株式会社インタラクティーヴィは、JCOM（J:COM）系列の衛星基幹放送事業者である。スカパー!（東経110度CS放送）をプラットフォームとしている。

## 概要
本社はジュピターテレコム メディア事業部門内にあるが、資本面ではテレビ東京が筆頭株主で、ジュピターテレコムとテレビ東京ホールディングス両社の持分法適用関連会社である。このためテレビ東京が出資しているアニメシアターX（AT-X）が放送されている。
当初は、日経CNBC、CSデータ放送「BAZ」を放送していたことから、日本経済新聞社、ソニー・放送メディアも資本参加していたが、それぞれ放送終了に伴い撤退している。一方、ヒストリーチャンネルの放送に伴い、東北新社が新たに資本参加している。
なお、ジュピターテレコムでは2005年から「インタラクTV」というケーブルテレビによる双方向テレビサービスをアットネットホームと共同で行っているが、当該サービスとインタラクティーヴィとの関係はない。また、1998年よりディレクTVが日本において「インタラクTV」の名でCSデータ放送を行っていたが、インタラクティーヴィ設立以前の2000年に終了している。

## 沿革
- 2001年1月 - ジュピターサテライト放送（30.0%）、日本経済新聞社（21.25%）、テレビ東京（21.25%）、ソニー・放送メディア（15.0%）、ジュピター・プログラミング（のちのSCメディアコム、12.5%）の出資により設立
- 2002年7月 - SKY PerfecTV!2（現・スカパー!）プラットフォームで放送開始
- 2004年2月29日 - 「日経CNBC」放送終了
- 2004年3月31日 - 「BAZ」放送終了
- 2007年12月31日 - 「ショップチャンネル」放送終了
- 2008年4月1日 - 「チャンネル銀河」放送開始
- 2008年4月22日 -  「ムービープラス」、「LaLa TV（現・女性チャンネル♪LaLa TV）」をハイビジョン化
- 2010年1月4日 - 本社を港区虎ノ門の城山トラストタワーから千代田区丸の内の丸の内トラストタワーN館に移転。
- 2010年6月1日 - 「ゴルフネットワーク」をハイビジョン化
- 2018年8月28日 - 東経110度CS放送の再編により、全チャンネルをハイビジョン化。尚、アニメシアターX（AT-X）は同年9月26日にハイビジョン化した。

## 放送チャンネル

### 現在
太字はハイビジョン放送チャンネル。
- Ch.240 ムービープラス（番組供給事業者：ディスカバリー・ジャパン） - CS2ネットワークND18ch、12スロット
- Ch.262 ゴルフネットワーク（番組供給事業者：ジュピターゴルフネットワーク） - CS2ネットワークND18ch、12スロット
- Ch.305 チャンネル銀河 歴史ドラマ・サスペンス・日本のうた（番組供給事業者：チャンネル銀河） - CS2ネットワークND18ch、12スロット
- Ch.314 女性チャンネル♪LaLa TV（番組供給事業者：ディスカバリー・ジャパン） - CS2ネットワークND18ch、12スロット
- Ch.333 アニメシアターX（AT-X）（番組供給事業者：エー・ティー・エックス） - CS2ネットワークND16ch、12スロット
- Ch.342 ヒストリーチャンネル 日本・世界の歴史&エンタメ（番組供給事業者：エーアンドイーネットワークスジャパン） - CS2ネットワークND14ch、12スロット

### 放送を終了したチャンネル
- Ch.170 BAZ（データ放送、番組供給事業者：ソニー）
- Ch.177 ショップチャンネル
  - 現在は、Ch.055（CS1）にてハイビジョン放送中。衛星基幹放送事業者は、SCサテライト放送。
- Ch.270 日経CNBC（番組供給事業者：日経CNBC）